# Marquesat de Tenerife

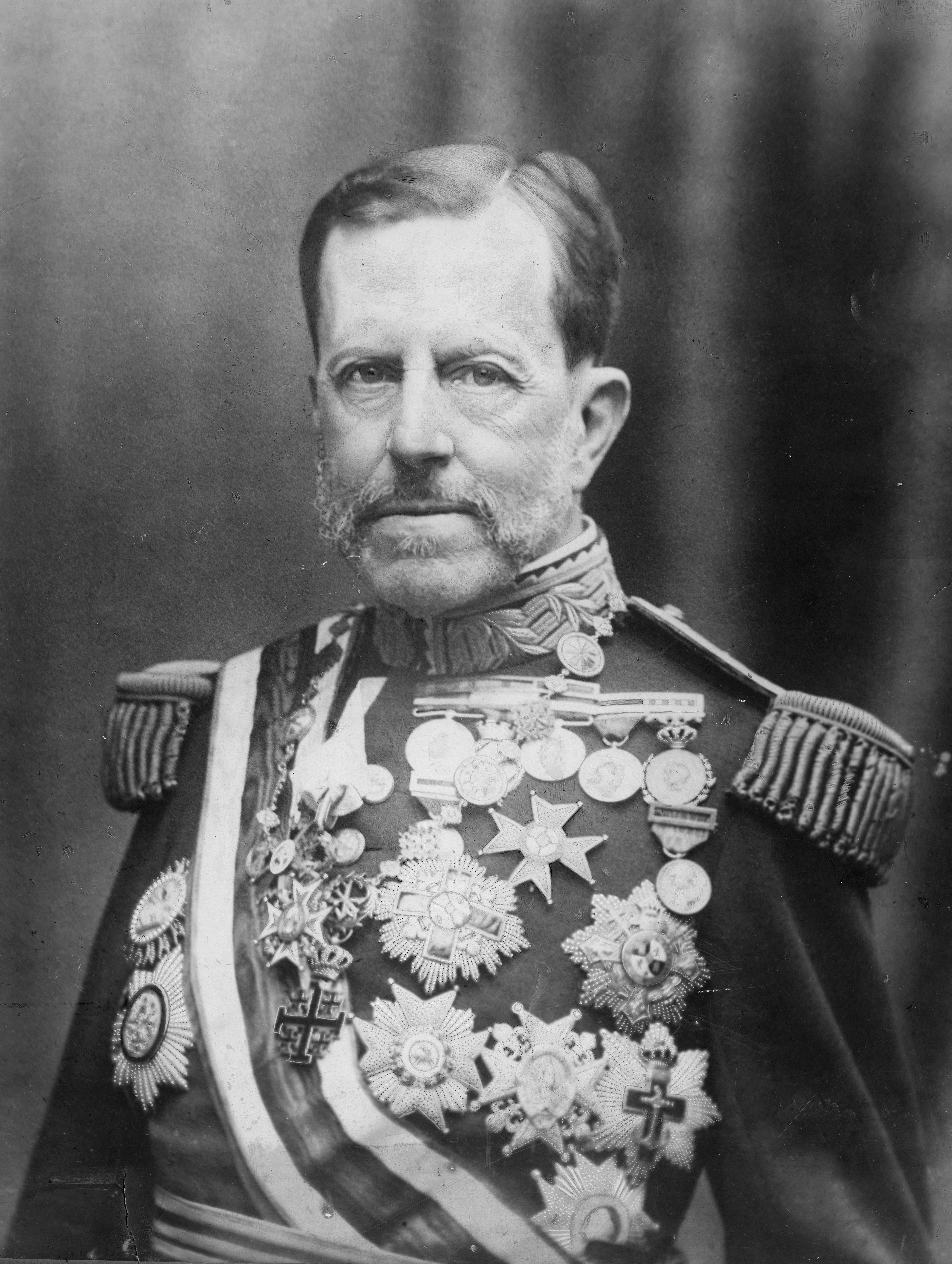
Valerià Weyler i Nicolau, I marquès de Tenerife, I duc de Rubí.

Escut de Tenerife.

El Marquesat de Tenerife,és un títol nobiliari espanyol creat el 12 d'octubre de 1887, durant la minoria d'edat del rei Alfons XIII, per la reina governadora, la seva mare, Maria Cristina d'Habsburg Lorena a favor de Valerià Weyler i Nicolau, qui, com a militar, Capità General de Canàries, Cuba, Filipines i Catalunya. També, com a polític, va ser Ministre de la Guerra.
Se li va atorgar la Gran Creu del Mèrit Militar, Sant Hermenegild, Maria Cristina, Carles III, etc.. i va rebre la Creu Llorejada de Sant Ferran, màxima condecoració de l'estament militar. El 29 d'octubre de 1920, va ser creat I duc de Rubí.
Com a Capità General de Canàries, de 1878 a 1883, va impulsar la construcció de l'edifici de la Capitania General de Canàries a Santa Cruz de Tenerife, i la construcció del Govern Militar en Las Palmas de Gran Canaria. La seva denominació fa referència a l'illa de Tenerife, de les Illes Canàries.

## Marquesos de Tenerife
|                         | Titular                         | Període                 |
| Creació per Alfons XIII | Creació per Alfons XIII         | Creació per Alfons XIII |
| ----------------------- | ------------------------------- | ----------------------- |
| I                       | Valerià Weyler i Nicolau        | 1887-1923               |
| II                      | Fernando Weyler Santacana       | 1923-1931               |
| III                     | Fernando Weyler y López de Puga | 1953-1999               |
| IV                      | Fernando Weyler y Sarmiento     | 1999-actual titular     |

## Història dels marquesos de Tenerife
- Valerià Weyler i Nicolau (1838-1930), I marquès de Tenerife, I duc de Rubí.

1. Casó amb Teresa Santacana y Bargallo. Le sucedió su hijo:

- Fernando Weyler Santacana (1877-1931), II marquès de Tenerife, II duc de Rubí.

1. Casat amb María de los Dolores López de Puga y Martínez. El succeí el seu fill:

- Fernando Weyler y López de Puga, III marquès de Tenerife.

1. Casat amb María de las Mercedes Sarmiento y Vega. El succeí el seu fill:

- Fernando Weyler y Sarmiento, IV marquès de Tenerife.
  - Casat amb Jacqueline Rasquin Olivares.